# زلزال زينكوجي 1847
زلزال زينكوجي 1847 هو زلزالٌ وقعَ في ناغانو في اليابان بتاريخ 8 مايو 1847.